# William S. Herndon

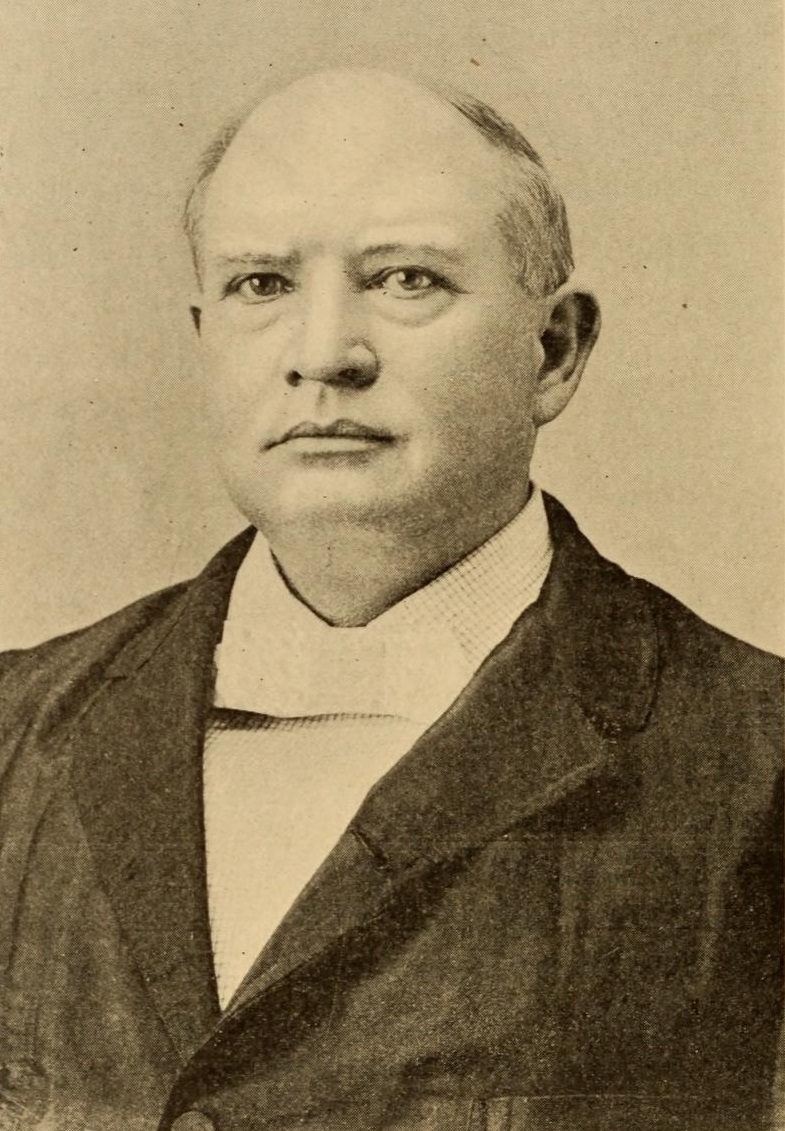
William S. Herndon

William Smith Herndon (* 27. November 1835 in Rome, Floyd County, Georgia; † 11. Oktober 1903 in Albuquerque, New Mexico) war ein US-amerikanischer Politiker. Zwischen 1871 und 1875 vertrat er den Bundesstaat Texas im US-Repräsentantenhaus.

## Werdegang
William Herndon besuchte die öffentlichen Schulen seiner Heimat und im Wood County in Texas, wohin er im Jahr 1852 gezogen war. 1859 absolvierte er das McKenzie College. Nach einem anschließenden Jurastudium und seiner 1860 erfolgten Zulassung als Rechtsanwalt begann er in Tyler in diesem Beruf zu arbeiten. Während des Bürgerkrieges diente Herndon zwischen 1861 und 1865 im Heer der Konföderation, in dem er bis zum Hauptmann aufstieg. Nach dem Krieg praktizierte er wieder als Anwalt. Zwischen 1868 und 1881 war er juristischer Berater verschiedener Eisenbahngesellschaften.
Politisch wurde Herndon Mitglied der Demokratischen Partei. Bei den Kongresswahlen des Jahres 1870 wurde er im ersten Wahlbezirk von Texas in das US-Repräsentantenhaus in Washington, D.C. gewählt, wo er am 4. März 1871 die Nachfolge von George W. Whitmore antrat. Nach einer Wiederwahl konnte er bis zum 3. März 1875 zwei Legislaturperioden im Kongress absolvieren. Im Jahr 1874 wurde er nicht wiedergewählt. Nach dem Ende seiner Zeit im US-Repräsentantenhaus arbeitete Herndon wieder als Rechtsanwalt in Tyler. Außerdem stieg er in das Eisenbahngeschäft ein. Er starb am 11. Oktober 1903 in Albuquerque und wurde in Tyler beigesetzt.